# Flagge Tristan da Cunhas

Union Jack des Administrators Tristan da Cunhas

Die Flagge Tristan da Cunhas basiert wie die Flaggen der meisten Britischen Überseegebiete auf dem Blue Ensign, sie wurde am 20. Oktober 2002 eingeführt. Sie ist blau, führt außen das Wappen von Tristan da Cunha und den Union Jack in der Gösch.
Das Wappen ist geteilt, oben in Blau zwei Albatrosse über einem gleichseitigen Dreieck [= ein Inselberg], alle silbern, unten gespiegelt mit verkehrten Farben. Auf dem Schild eine goldene Seekrone, darüber ein blau gerändertes hellblaues Fischerboot, am braunen Mast ein gehisstes weiß-hellblau-weißes Schratsegel. Schildhalter sind zwei goldene Langusten. Unter dem Wappen auf einem silbernen Band die schwarzbuchstabige Devise „Our faith is our strength“ („Unser Glaube ist unsere Stärke“).
Im Oktober 2024 wurden vier Briefmarken zur Geschichte der Flaggen der Insel herausgebracht.

## Geschichte
Die erste Flagge der Insel wurde 1811 eingeführt. Es folgten weitere Flaggen 1816 und 1944.

Flagge ab 1811

Flagge ab 1944